# Open d'Autriche (golf)
L'Open d'Autriche est un tournoi de golf du Tour Européen PGA, joué principalement au mois de juin. Créé initialement en 1990, il est inscrit au calendrier jusqu'en 1996, puis est réinscrit depuis 2006.

## Palmarès
| Année                      | Pays            | Vainqueur            | Score     |
| -------------------------- | --------------- | -------------------- | --------- |
| 1990                       | Allemagne       | Bernhard Langer      | 271 (-17) |
| 1991                       | Angleterre      | Mark Davis           | 269 (-19) |
| 1992                       | Angleterre      | Peter Mitchell       | 271 (-17) |
| 1993                       | Irlande du Nord | Roland Rafferty      | 274 (-14) |
| 1994                       | Angleterre      | Mark Davis           | 270 (-18) |
| 1995                       | Allemagne       | Alex Cejka           | 267 (-21) |
| 1996                       | Irlande         | Paul McGinley        | 269 (-19) |
| 1997-2005 : Pas de tournoi |                 |                      |           |
| 2006                       | Autriche        | Marcus Brier         | 266 (-18) |
| 2007                       | Australie       | Richard Green        | 268 (-16) |
| 2008                       | Inde            | Jeev Milkha Singh    | 198 (-15) |
| 2009                       | Espagne         | Rafael Cabrera-Bello | 264 (-20) |
| 2010                       | Espagne         | José Manuel Lara     | 276 (-12) |
| 2011                       | Angleterre      | Kenneth Ferrie       | 271 (-17) |
| 2012                       | Autriche        | Bernd Wiesberger     | 269 (-19) |
| 2013                       | Pays-Bas        | Joost Luiten         | 271 (-17) |
| 2014                       | Suède           | Mikael Lundberg      | 276 (-12) |
| 2015                       | Angleterre      | Chris Wood           | 273 (-15) |
| 2016                       | Chine           | Ashun Wu             | 275 (-13) |
| 2017                       | Afrique du Sud  | Dylan Frittelli      | 276 (-12) |
| 2018                       | Finlande        | Mikko Korhonen       | 272 (-16) |
| 2019 : Pas de tournoi      |                 |                      |           |
| 2020                       | Écosse          | Marc Warren          | 275 (-13) |
| 2021                       | États-Unis      | John Catlin          | 274 (-14) |